# Internationale Baumaschinenfabrik

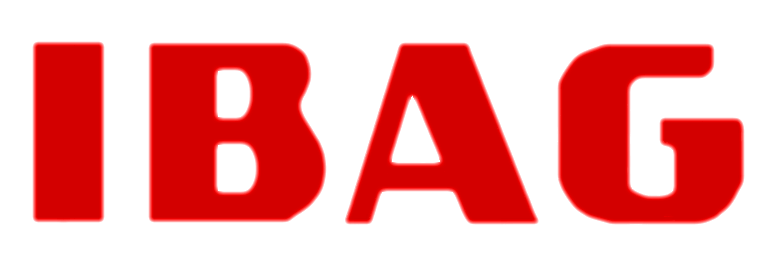
IBAG-Signet

Die Internationale Baumaschinen-Fabrik AG (IBAG) war ein 1911 in Neustadt an der Weinstraße gegründetes Maschinenbau-Unternehmen in der Rechtsform einer Aktiengesellschaft.

## Unternehmensentwicklung bis 1945

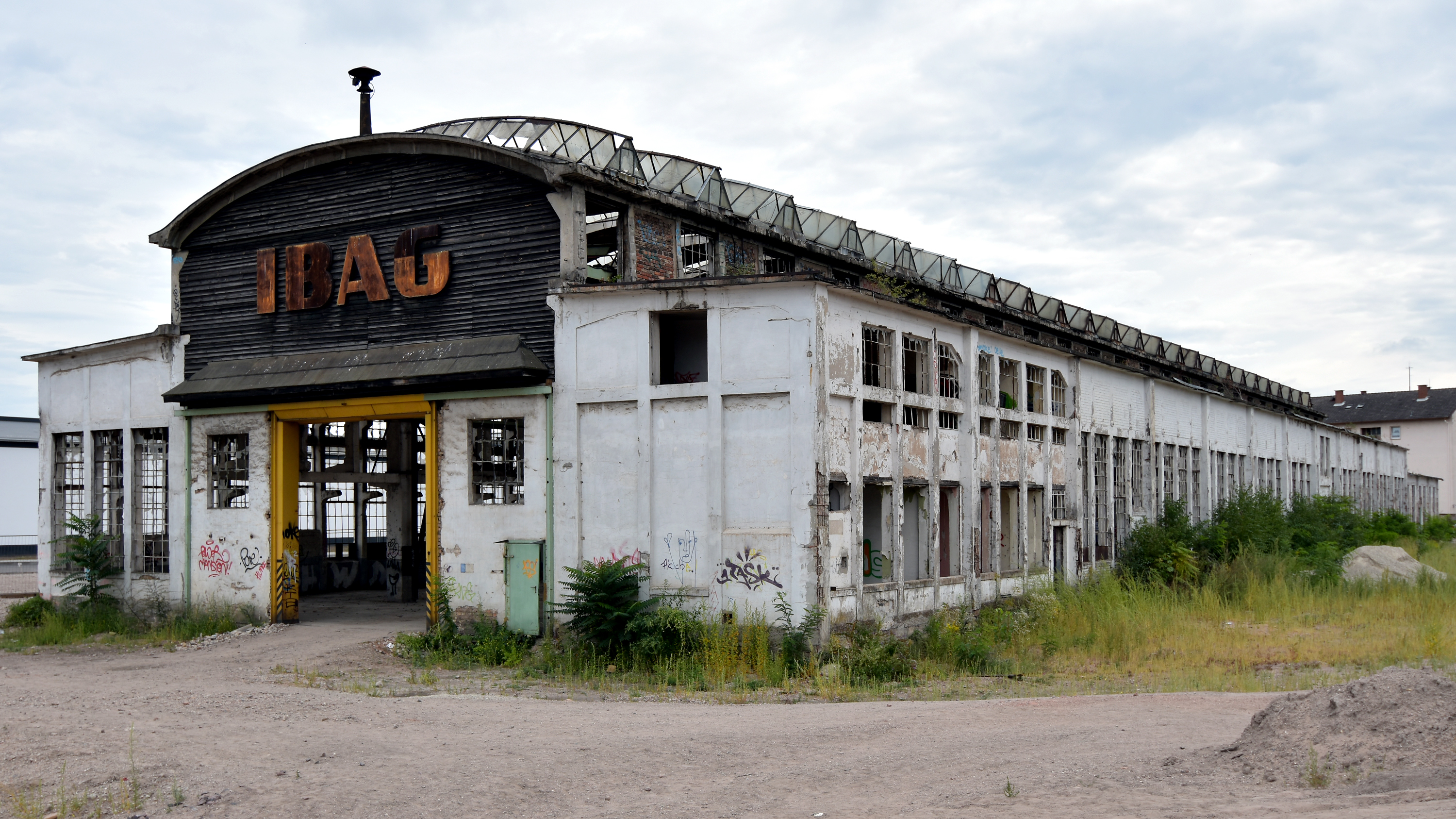
Halle der IBAG in Neustadt

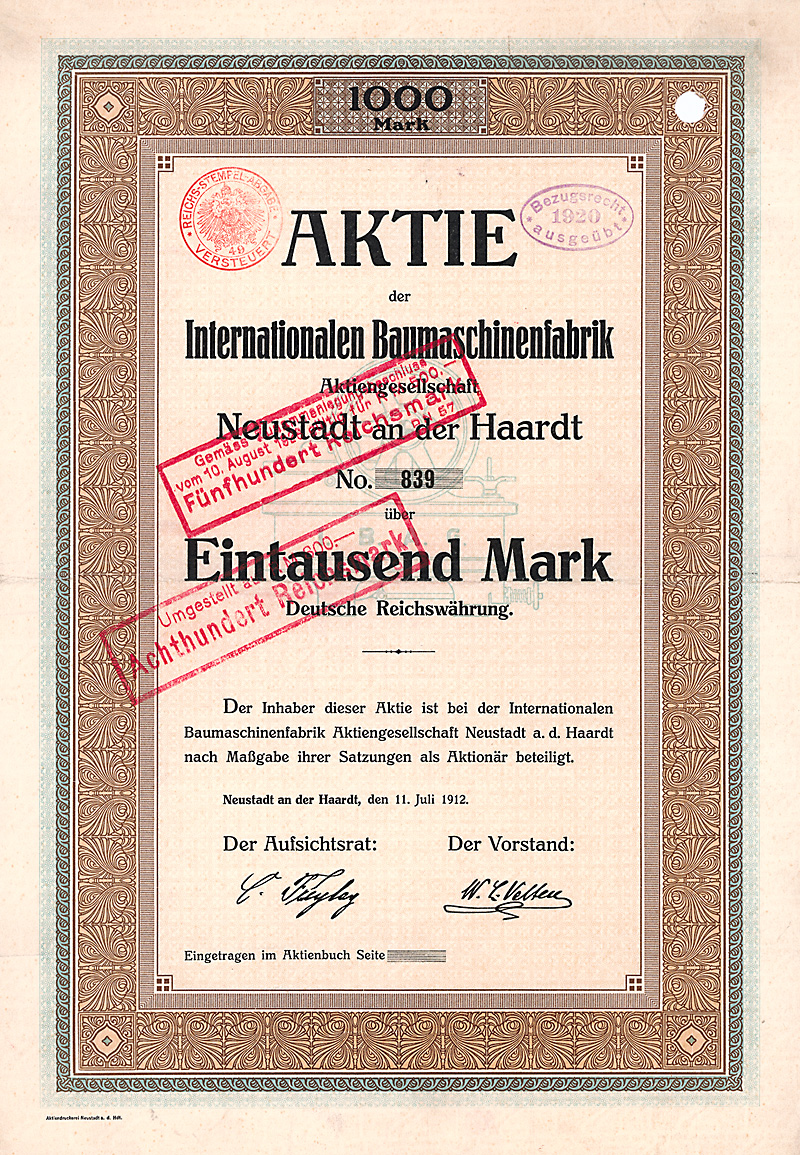
Aktie über 1000 Mark der Internationale Baumaschinenfabrik AG vom 11. Juli 1912

Gründer der IBAG waren Conrad Freytag, Teilhaber der auf Bau von Zement- und Monierbauten spezialisierten Bauunternehmung Wayss & Freytag, und Wilhelm Lothar Velten († 1945), Inhaber einer in der Nähe von Stuttgart ansässigen Baumaschinenfabrik. Das Bauunternehmen Wayss & Freytag errichtete von 1910 bis 1911 auch die heute unter Denkmalschutz stehende, basilikale Fabrikhalle der IBAG. Bereits 1912 ging die IBAG ganz auf Velten über, samt Werksgelände mit Bahnanschluss und Betriebsgebäude. Spezialisiert war das Unternehmen vor allem auf die Herstellung von Steinbrechern, Betonmischern, Sand- und Kiessortieranlagen sowie Maschinen für modernen Straßenbau. Im Zweiten Weltkrieg wurden bei der IBAG Zwangsarbeiter eingesetzt, und gegen Ende des Zweiten Weltkriegs erlitten Gebäude und Gelände durch Bombardierung schwere Schäden, darunter auch die große Montagehalle.

## Entwicklung nach 1945
Nach dem Tod des Inhabers Velten ging das Unternehmen auf dessen Töchter über. Bis 1954 wurden die Kriegsschäden auf dem Werksgelände beseitigt und die Gebäude wiederaufgebaut. Die Stahlkrise machte ab Mitte der 1960er Jahre auch der IBAG zu schaffen. Sie schloss 1965 einen Kooperationsvertrag mit der staatlichen polnischen Außenhandelsmonopolsgesellschaft Polimex, die eine kostengünstige Zulieferung von Stahlteilen für die schweren Gesteinsbrecher und Siebanlagen aus polnischer Fabrikation und den Vertrieb der Baumaschinen im Gebiet des COMECON vorsah. Im Jahr 1969 übernahmen die Midland-Ross Corporation in Cleveland (USA) und Willy Korf mit seinen Holdinggesellschaften jeweils fast 50 % des Kapitals des Unternehmens und strukturierten es um.

## Entwicklung nach dem Konkurs
Der Hauptanteilseigner, die Korf-Stahl AG, ging 1983 in Konkurs, die IBAG selbst 1997. IBAG-Gesellschaften bestanden jedoch in unterschiedlichen Formen noch bis 2015 fort. Beim Abriss verschiedener Gebäude auf dem Werksgelände in Neustadt musste 2014 eine Fliegerbombe entschärft werden. Für das Werksgelände wurden verschiedene Umnutzungsvorschläge, wie z. B. Umbau zu einem Einkaufs- oder Kulturzentrum, eingereicht. Die Montagehalle wurde 2015 an einen Investor verkauft, der nach dem Haus-im-Haus-Prinzip Loftwohnungen in die Halle einbaute.